# Mary Seacole
Mary Jane Seacole, född Grant 23 november 1805 i Kingston i Jamaica, död 14 maj 1881 i London, var en jamaicanskfödd brittisk sjuksköterska som utmärkte sig för sin hängivenhet och sitt mod i omtänksamheten om trupperna i Krimkriget.

## Biografi
Mary Seacole föddes på den brittiska kolonin Jamaica som dotter till den skotska löjtnanten James Grant och en kreolsk naturläkare. Hennes mor, bara känd som "Mrs Grant", tillhörde klassen av fria färgade på Jamaica och ägde ett framgångsrikt hotell; hon var också verksam som naturläkare eller klok gumma, och sålde traditionella karibiska och afrikanska naturmediciner. Mary Seacole lärde sig naturläkekonst av sin mor.
Mary Seacole ansökte om tillstånd att få vårda sårade när Krimkriget bröt ut 1853, men fick avslag. Hon färdades därför på eget initiativ till fronten. Där drev hon ett fälthotell, British Hotel, för brittiska officerare bakom de brittiska linjerna på Krim under Krimkriget. Hon var inte sjuksköterska, men hennes hotellverksamhet fungerade i praktiken som en sjukvårdsverksamhet, då hon tog hand om och skötte sårade soldater från slagfältet på sitt fälthotell. Hon använde sig av traditionell naturläkekonst, och har berömts för sin skicklighet, sitt mod och sin medkänsla.
Mary Seacole åtnjöt stor popularitet bland den brittiska militären, och när hon ruinerades vid krigsslutet anordnades 1858 en fyra dagar lång gala vid Thames i London till hennes ära, som besöktes av 80 000 personer, inklusive veteraner, deras familjer och kungligheter. Efter detta var dock Marye Seacole länge bortglömd.

## Eftermäle
Mary Seacoles biografi, The Wonderful Adventures of Mrs. Seacole in Many Lands, gavs ut 1857 och skildrande hennes liv och upplevelser.
Mary Seacole har kallats den "svarta Florence Nightingale", vars insats har överskuggat Seacoles i senare minne.
År 1991 tilldelades Mary Seacole postumt Jamaican Order of Merit 1991. En staty restes av henne vid St Thomas' Hospital i London 30 juni 2016.